# Final Fantasy IV : Les Années suivantes
Final Fantasy IV : Les Années suivantes (ファイナルファンタジーIV ジ・アフターイヤーズ -月の帰還-, Fainaru Fantajī Fō Ji Afutā Iyāzu -Tsuki no Kikan-) est un jeu vidéo de rôle, développé par Matrix Software et édité par Square Enix. Il est distribué pour certains téléphones mobiles japonais à partir de février 2008, puis est réédité en occident sur Wii via le service de téléchargement Wiiware à partir de juin 2009.
Il s'agit d'une suite à Final Fantasy IV, un RPG de Square sorti originellement en 1991 sur Super Nintendo. Le jeu se déroule dix-sept années après celui-ci et met en scène les aventures de Céodore, le fils de Rosa et Cecil.
Final Fantasy IV : Les Années suivantes est accompagné de onze chapitres supplémentaires mis à disponibilité en téléchargement au fil des semaines. Le jeu, qui sort au Japon deux mois après l'édition d'un remake en 3D de Final Fantasy IV, y connaît un succès important avec un total de 3 millions de téléchargements payants fin mars 2009.
En avril 2011, une compilation intitulée Final Fantasy IV: The Complete Collection regroupant Final Fantasy IV et Final Fantasy IV : Les Années suivantes sort sur PSP.

## Synopsis
Dix-sept ans après les événements de Final Fantasy IV, la paix règne. Ceodore, fils de Cecil et Rosa, doit obtenir l'emblème de chevalerie pour être membre des Ailes Rouges. À Baron, le château se fait attaquer par des monstres. Cecil affronte ces monstres avec l'aide de Cid et Rosa. Mais Bahamut qui provient de la Lune apparaît et défait Cecil. Une fille énigmatique va utiliser Cecil pour une raison inconnue. 
Pendant ce temps, à plusieurs endroits, la tour de Babil est réactivé. Alors que Ceodore est sur le retour, il se fait attaquer par des monstres et il apprend que c'est le dernier des Ailes Rouges. À présent, on a le choix d'incarner les personnages dans l'ordre qu'on veut. Il se fait aider par un étrange inconnu.
D'abord Rydia qui est dans la salle des eons. Alors que Leviathan et Rydia sont en train de parler, la fille énigmatique arrive. Leviathan teleporte Rydia. Au passage, elle contrôle les eons même Bahamut.  Rydia rencontre Luca, fille de Giotto. Aidé de Calca et Brina, deux poupées, Rydia doit aller récupérer le cristal dans la grotte scellé. En sortant de la grotte, ils se font attaqué par la fille énigmatique qui récupère le cristal. Rydia décide de rejoindre la surface pour aller à Baron. Sur le chemin, le vaisseau est endommagé. Rydia et Luca décident de récupérer du matériel qu'il trouve dans une mine. Sorti avec le matos, Titan sous le contrôle de la fille énigmatique apparaît pour détruire Agart. Rydia affronte en vain Titan afin de le raisonner. Alors que Titan allait en finir, un homme capé apparaît.

### Histoire des Jumeaux de Mysidia
Parom va à Troia pour apprendre la magie à une future prêtresse qui s'appelle Leonora. Il se dirige vers la tour de Troia afin d'apprendre les Sorts Feu, Glace et Foudre à Leonora. Une fois de retour en ville, la fille énigmatique et des gardes de Baron attaque Troia. Parom décide d'amener le cristal dans la grotte magnétique. Malheureusement l'elfe noir renaît. Parom et Leonora en vain affronte l'elfe noir. Shiva apparaît et défait l'elfe noir. La fille énigmatique fait son retour. Parom refuse de donner le cristal est transformé en glace avec Leonora...
Palom elle, doit retrouver Kain au mont du supplice. Après avoir été secouru, Kain rejoint Palom. Mais Kain trahit Palom et donne le cristal à la fille énigmatique en échange que Kain tue Cecil. Palom affronte avec l'ancien Ramuh… 

### Histoire de Yang
Yang, roi de Fabul s'entraîne avec ses disciples. Sa fille Ursula veut s'entraîner mais Yang refuse. Plus tard, Yang reçoit une information que Ursula est parti au Mt Hobbs. Yang décide d'y aller. A son retour, Fabul se fait attaquer par Baron. Ursula et Yang s'enferme dans la salle du cristal et Kain apparaît. Même vaincu, il récupère le cristal. 
Yang décide d'aller à Baron. Il rencontre au passage Edward. Alors qu'ils font la course, 
le bateau de Yang a des soucis. Il s'arrête sur une île où de l'huile de palme peut être utile. Une fois récupéré, ils font route vers Baron. Mais un tourbillon apparaît et Leviathan émerge...

### Histoire d'Edward
Alors que la reconstruction de Damcyan est achevée, Edward décide d'envoyer son secrétaire Harvey enquêter sur le crash d'un météore. 
Le conseiller informe au retour que un émissaire de Baron est arrivé à Damcyan. Il dit que le lieu du crash appartient à Baron. Edward décide d'aller à Baron. Il offre à Cecil des fleurs et lui une boîte.  Edward va à Kaipo et découvre que Harvey est malade. Il va récupérer une perle afin de la guérir. Une fois guéri ils trouvent Yang. Plus loin, Leviathan apparaît…

### Histoire de Edge
Edge apprend des leçons aux Ninja Zangetsu,Gekkou, Izayoi et Tsukinowa. Il va à la tour de Babil en espérant trouver des réponses. Il charge ses disciples d'une mission. 
Celle de Zangetsu consiste à espionner les nains et ça se conclut avec l'activation de Babil. 
Celle de Gekkou est d'enquêter sur le météore. Il rencontre des moines qui affrontent la fille énigmatique. 
Celle d'Izayoi est d'espionner Troia. 
Celle de Tsukinowa est d'espionner Mysidia. 
Quant à Edge, il entre dans la tour. En progressant, il retrouve ses disciples. Au dernier étage, il affronte la fille énigmatique malgré l'avertissement de ses parents. Il décide de fuir et se retrouve dans le vaisseau de Rydia. Ça se finit quand l'homme capé apparaît..

### Histoire de Kain
Kain s'entraîne à apaiser son esprit mais une voix l'appelle à la salle des miroirs. Un autre Kain le défait. Plus tard, il sauve Palom et va à Mysidia. Il va à Baron en compagnie de la fille énigmatique. Arrivé au trône de Cecil, la fille énigmatique demande à Kain de récupérer le cristal de Fabul et Damcyan. 
Pendant ce temps, Ceodore se dirige vers Damcyan. Kain affronte Edward et kidnappe Rosa. L'inconnu aidé de Ceodore, Edward et Cid le poursuit jusqu'à Baron. On apprend que l'inconnu est Kain et que l'autre est son ombre. Après avoir défait son ombre, il devient un paladin dragon.. Il décide de rencontrer Cecil…

### Histoire des Selenites
Golbez qui est l'homme capé, qui est en sommeil sur la Lune est réveillé. Il s'aperçoit que Fusoya est parti. En remontant au palais de cristal, il découvre que les cristaux sont rouges. Fusoya apparaît et dit qu'il y a un truc qui cloche. Un météore a percuté la Lune. Au centre ils découvrent la fille énigmatique. Évidemment elle est plus puissante qu'eux. Elle est accompagnée d'Asura. Vaincu, nos deux héros décident d'aller voir Bahamut qui est pétrifié. Ils retournent à la salle des cristaux et prient pour la baleine lunaire. Mais un cristal est détruit. Fusoya demande à Golbez de se dépêcher car la fille énigmatique élimine les autres Selenites. Au terme du souterrain, les cristaux sont détruits et Zeromus est libre. Alors que ça va part en vrille, Fusoya teleporte Golbez…

### Histoire finale: le Dévoreur de planètes
Cette histoire comporte plusieurs parties. Tout d'abord, Kain affronte Cecil mais ce dernier invoque Odin.
Edge, Rydia, Luca et Golbez doivent récupérer les eons Ramuh, Sylphide, Ifrit, Titan, Shiva et Dragon. Une fois leur tâche accomplie, ils retrouvent les autres. 
Encore une fois, ils affrontent la fille énigmatique. Après le combat, ils vont sur la Lune mais l'état de Cecil se dégrade. Ils rencontrent le chevalier noir, double maléfique de Cécil, qui lors de l'affrontement recouvre ses esprits et triomphe.
En avançant en profondeur sur la Lune, ils découvrent que son souterrain a changé. Ils affrontent d'abord des ennemis vaincus y a 18 ans puis des ennemis tout droit sortis de Final Fantasy 1 à 6. Enfin ils affrontent Léviathan et Asura qui recouvrent leurs esprits. Vers la fin du souterrain, ils affrontent Bahamut et une fille énigmatique. Bahamut retrouve ses esprits et tue la fille énigmatique. Le groupe découvre des filles énigmatiques en stase, appelées Menades. Dans les profondeurs de cette Lune alternative, ils rencontrent celui qui a créé les cristaux ainsi que les Menades. Il raconte que son peuple était sur une planète bleue. Il est le seul survivant. Mais son corps évolue. A sa défaite face au groupe, il dit que comme il est le noyau lunaire à sa mort elle est détruite. Il demande au groupe de partir. Il essaie en vain de les empêcher mais les Menades se sacrifie. 
Finalement, le groupe rentre chez eux.
Rydia et Edge ayant adopté une petite menade, Leviathan et Asura arrivent au village de Mist. Ils décident de l'apprendre à maîtriser ses pouvoirs. 
Ursula et Yang s'entraînent ensemble. 
Ceodore affronte son père pour prouver sa force. Kain intervint. Il demande à Ceodore de l'accompagner pour une mission. 
Cid et Luca travaillent ensemble. Luca modifie un aéronef avec des matériaux de la baleine lunaire. 
Palom et Porom deviennent les responsables de Mysidia. Leonora part en voyage pour devenir sage. 
Edward reconstruit son château. 
Et Golbez va à la recherche de Fusoya et des Selenites. 
La paix revient et désormais il n'y a qu'une lune.

## Système de jeu
Final Fantasy IV : Les Années suivantes est un jeu de rôle japonais. Il reprend en grande partie le système de jeu de Final Fantasy IV.
La nouveauté est le système des coopérations et des pouvoirs de la Lune. 

## Distribution
Le jeu est édité sous forme épisodique, tout d'abord pour le marché des téléphones mobiles japonais. Compatible avec les modèles NTT DoCoMo FOMA 903i, les deux premiers épisodes sortent le 18 février 2008, ils sont constitués du prologue, distribuée gratuitement ainsi que de l'épisode de Ceodore, disponible en payement. Huit épisodes supplémentaires suivront à raison d'un par mois. En octobre, Square Enix distribue gratuitement un avant-dernier épisode, The Gathering's Tale, qui nécessite néanmoins l'achèvement de l'épisode de Kain sorti précédemment. L'épisode final est distribué en deux parties en novembre et décembre 2008.
Square Enix fait aussi distribuer le produit pour les téléphones portables au de manière également épisodique à partir du 15 mai 2008, puis pour les mobiles compatibles Yahoo! Keitai à partir du 4 novembre 2008.
À partir de juin 2009, une version supérieure du jeu commence à être éditée sur la plate-forme Wiiware de la Wii. D'abord en sortis Amérique du Nord, les épisodes suivent une semaine plus tard en Europe (dans des versions traduites) puis trois semaines après au Japon. Bien que le jeu soit de nouveau distribuée de manière épisodique, la structure des épisodes diffère. Dans cette version, le joueur achète l'histoire principale, pour 800 points Wii, qui comprend le prologue ainsi que les contes de Ceodore et de Kain. Les sept épisodes supplémentaires sont vendus pour 300 points Wii chacun. Le premier, Rydia's Tale, est disponible en même temps que l'histoire principale. Les suivants sortent par groupe de trois en l'espace de deux mois en occident et de manière hebdomadaire an Japon. L'avant-dernier épisode ainsi que les deux parties du dernier épisode de la version téléphone mobile sont regroupés en un épisode final intitulé The Crystals dans cette version Wii. Il sort en septembre pour 800 points Wii.
| Historique de distribution sur WiiWare | Historique de distribution sur WiiWare | Historique de distribution sur WiiWare                               | Historique de distribution sur WiiWare |
| Histoire principale                    | Histoire principale | Histoire principale                                                  | Histoire principale                    |
| Épisode                                | Titre | Date                                                                 |                                        |
| -------------------------------------- | --- | -------------------------------------------------------------------- | -------------------------------------- |
| 1                                      | Prologue: Return of the Moon Joshō "Tsuki no Kikan" (序章 『月の帰還』)                                                                                                | AN : 1er juin 2009 EUR : 5 juin 2009 JP : 21 juillet 2009            |                                        |
| 2                                      | Ceodore's Tale: The Last of the Red Wings Seodoa Hen "Saigo no Akaki Tsubasa" (セオドア編 『最後の赤き翼』)                                                            | AN : 1er juin 2009 EUR : 5 juin 2009 JP : 21 juillet 2009            |                                        |
| 3                                      | Kain's Tale: Return of the Dragoon Cain's Tale: Return of the Dragon Knight Kain Hen "Ryūkishi no Kikan" (カイン編 『竜騎士の帰還』)                                   | AN : 1er juin 2009 EUR : 5 juin 2009 JP : 21 juillet 2009            |                                        |
| Scénarios supplémentaires              | |                                                                      |                                        |
| Épisode                                | Titre | Date                                                                 |                                        |
| 4                                      | Rydia's Tale: The Eidolons Shackled Rydia's Tale: The Phantom Creatures Shackled Ridia Hen "Tozasareta Genjū-tachi" (リディア編 『閉ざされた幻獣たち』)                | AN : 1er juin 2009 EUR : 5 juin 2009 JP : 28 juillet 2009            |                                        |
| 5                                      | Yang's Tale: The Master of Fabul Yan Hen "Fabūru no Shifu" (ヤン編 『ファブールの師父』)                                                                               | AN : 6 juillet 2009 EUR : 10 juillet 2009 JP : 4 août 2009           |                                        |
| 6                                      | Palom's Tale: The Mage's Voyage Palom's Tale: Mage, to the City of Forest and Water Paromu Hen "Madōshi, Mori to Mizu no Miyako e" (パロム編 『魔道士、森と水の都へ』) | AN : 6 juillet 2009 EUR : 10 juillet 2009 JP : 18 août 2009          |                                        |
| 7                                      | Edge's Tale: The Pulse of Babil Ejji Hen "Babuiru no Kodō" (エッジ編 『バブイルの鼓動』)                                                                               | AN : 6 juillet 2009 EUR : 10 juillet 2009 JP : 25 août 2009          |                                        |
| 8                                      | Porom's Tale: The Vanished Lunar Whale Porom's Tale: The Magic Ship That Vanished into the Moon Poromu Hen "Tsuki e Kieta Madōsen" (ポロム編 『月へ消えた魔導船』)     | AN : 3 août 2009 EUR : 7 août 2009 JP : 1er septembre 2009           |                                        |
| 9                                      | Edward's Tale: Star-Crossed Damcyan Gilbart's Tale: Star-Crossed Damcyan Girubāto Hen "Hoshi Otsuru Damushian" (ギルバート編 『星落つるダムシアン』)                   | AN : 3 août 2009 EUR : 7 août 2009 JP : 8 septembre 2009             |                                        |
| 10                                     | The Lunarian's Tale: The Blue Planet That Was Tsuki no Tami Hen "Tsuioku no Aoki Hoshi" (月の民編 『追憶の青き星』)                                                    | AN : 3 août 2009 EUR : 7 août 2009 JP : 15 septembre 2009            |                                        |
| Épisode final                          | |                                                                      |                                        |
| Épisode                                | Titre | Date                                                                 |                                        |
| 11                                     | The Crystals: Planet Eater The True Moon's Tale: Planet Eater Shingetsu Hen: Hoshikui (真月編 『星喰』)                                                                | AN : 9 septembre 2009 EUR : 11 septembre 2009 JP : 29 septembre 2009 |                                        |

## Accueil
Dans une liste établie le 19 juillet 2011, IGN classe Final Fantasy IV : Les Années suivantes septième meilleur jeu de la plate-forme WiiWare.